# McKay-sármány
A McKay-sármány (Plectrophenax hyperboreus) a madarak osztályának verébalakúak (Passeriformes) rendjébe és a sarkantyússármány-félék (Calcariidae) családjába tartozó faj.

## Rendszerezése
A fajt Robert Ridgway amerikai ornitológus írta le 1884-ben. A magyar nevét Charles McKay amerikai természettudósról kapta.

## Előfordulása
A Bering-tenger szigeteinek sziklás tundráin és kavicsos strandokon költ. A telet Észak-Amerika nyugati, part menti mocsarakban, kavicsos strandokon és mezőgazdasági területeken tölti.

## Megjelenése
Testhossza 19 centiméter, testtömege 38-62 gramm.

## Természetvédelmi helyzete
Az elterjedési területe nagyon nagy, egyedszáma 27500-35400 példány közötti és stabil. A Természetvédelmi Világszövetség Vörös listáján nem fenyegetett fajként szerepel.